# John Marino
John Marino (Easton, Massachusetts, 21 de mayo de 1997) es un jugador profesional estadounidense de hockey sobre hielo que se desempeña en la posición de defensor derecho en New Jersey Devils, equipo de la National Hockey League (NHL).

## Carrera
Fue seleccionado en la sexta ronda en la NHL Entry Draft de 2015. En 2019 hizo su debut profesional con el equipo Pittsburgh Penguins, en el cual jugó tres temporadas (2019-2022), después pasó a New Jersey Devils, donde lleva jugando dos temporadas.